# 保罗·普瓦里耶
保罗·普瓦里耶（法語：Paul Poirier，1991年11月6日—），加拿大花样滑冰运动员，2014年四大洲锦标赛银牌得主、2019年四大洲锦标赛铜牌得主、2020年四大洲锦标赛银牌得主、2021年世界锦标赛铜牌得主、2023年世界锦标赛铜牌得主。